# Corredor de Hexi
El corredor de Hexi o corredor de Gansu (en xinès: 河西走廊; Wade-Giles: Hehsi Tsoulang; pinyin: Héxī Zǒuláng) es refereix a la ruta històrica de la província de Gansu, Xina, que formava part de la ruta de la Seda i que anava cap al nord-oest des del riu Groc, i solia ser el passatge més important des de l'antiga Xina fins a Xinjiang i l'Àsia central per a comerciants i militars. Antigament, la ruta comprenia Haidong, Xining i el llac Juyan, cobrint una àrea d'aproximadament 215.000 km².
Més específicament, Hexi és un llarg i estret passatge d'aproximadament 1.000 km des del vessant costerut de Wushaolin, prop de la ciutat moderna de Lanzhou, a la porta de Jade vora de Gansu i Xinjiang. Hi ha molts oasis fèrtils al llarg del camí. L'entorn que l'envolta és extremadament inhospitalari: la vasta extensió del desert de Gobi, les muntanyes Qilian plenes de neu al sud, l'àrea muntanyosa Beishan, i l'altiplà Alashan al nord.
Pertany a la Xina i és habitada per xinesos des dels temps de la dinastia Han.

El centre i l'oest de l'actual província de Gansu correspon al Corredor de Guansu.